# Gnathotrupes bituberculatus
Gnathotrupes bituberculatus är en skalbaggsart som beskrevs av Charles Thorold Wood 1973c. Gnathotrupes bituberculatus ingår i släktet Gnathotrupes, och familjen vivlar. Inga underarter finns listade i Catalogue of Life.